# Davidof
Davidof (en anglès Davidof Island, en aleutià Qanan-tanax̂) és una petita illa del grup de les illes Rat, un subgrup de les illes Aleutianes, a l'estat d'Alaska, als Estats Units.

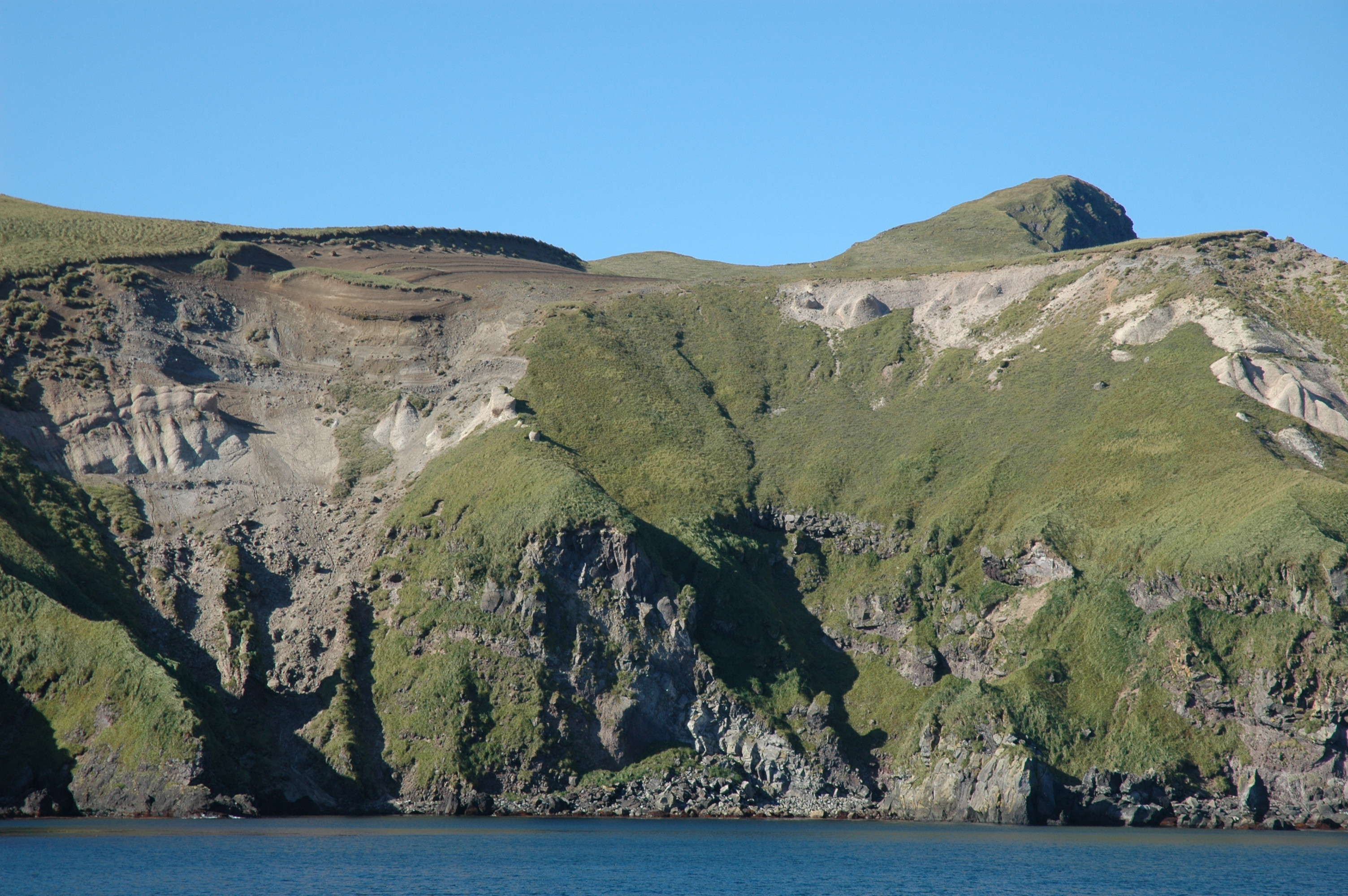
Illa Davidof, 27 de setembre de 2005.

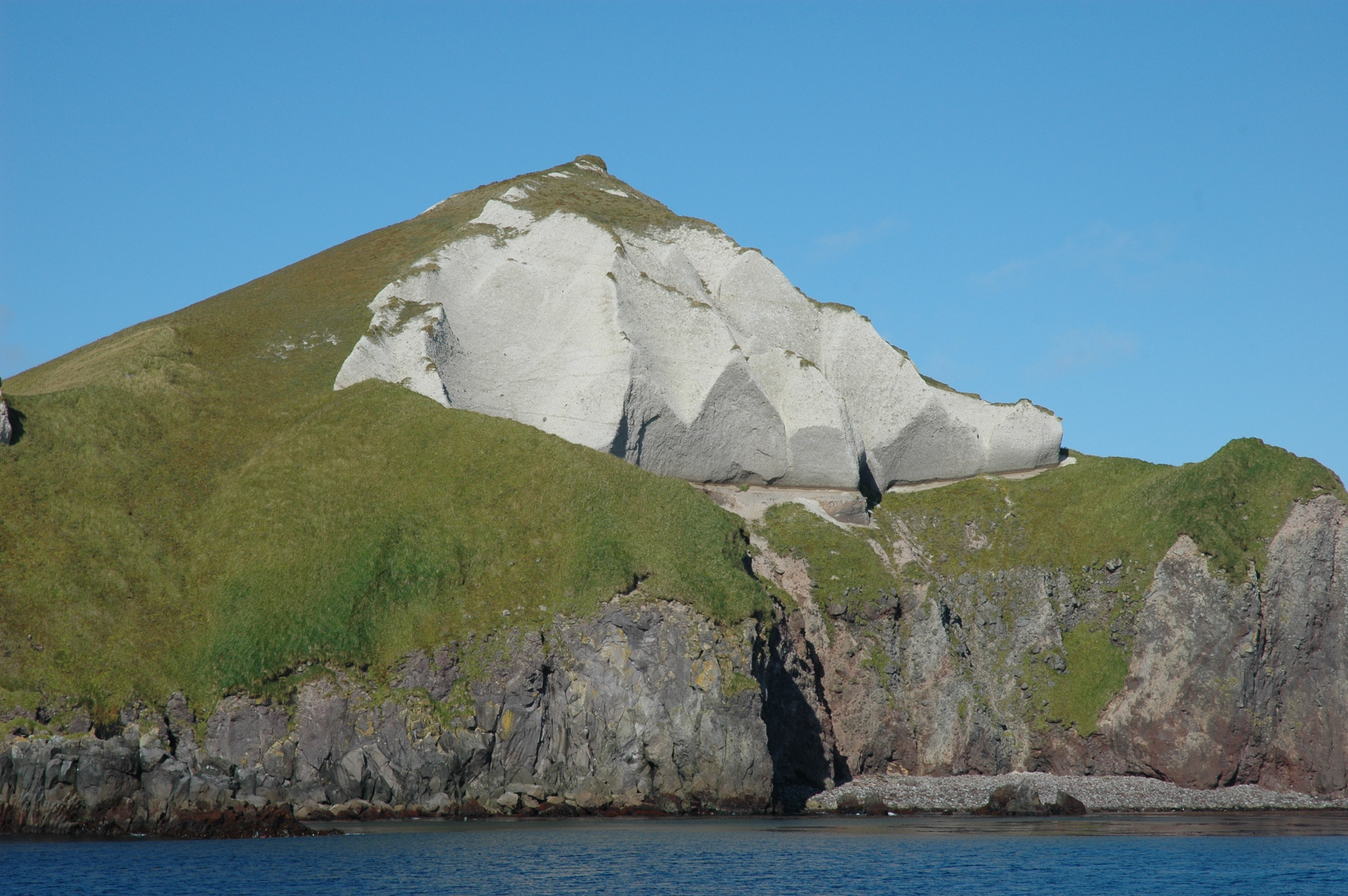
Dipòsit de cendres del volcà Davidof, 27 de setembre de 2005.

Davidof té una forma irregular, amb unes costes escapades i rocalloses que amaguen un altiplà que s'eleva fins als 328 metres, el volcà Davidof, en la seva part nord. Només al sud-oest de l'illa hi ha una platja de sorra. L'illa té una llargada, nord-sud, de poc més de tres quilòmetres i una amplada de poc més d'un quilòmetre.
L'illa es creu que forma part de les restes d'un antic volcà que va ser destruït en una erupció catastròfica a finals del Cenozoic i del qual també en formarien part les veïnes illes Lopy i Pyramid.